# ウィルシャー/ノルマンダイ駅
ウィルシャー/ノルマンダイ駅（Wilshire/Normandie）は、アメリカ合衆国カリフォルニア州ロサンゼルス郡ロサンゼルスにあるロサンゼルス郡都市圏交通局D線の駅である。

## 駅構造
島式ホーム1面2線の地下駅。

## 駅周辺
- コリア・タウン
- アンバサダーホテル

## 路線バス
- メトロ・ローカル：18・20・206
- メトロ・ラピッド：720
- フットヒル・トランジット：481

## 歴史
- 1996年7月13日 - 開業。

## 隣の駅
ロサンゼルス郡都市圏交通局
■D線
ウィルシャー/バーモント駅 - ウィルシャー/ノルマンダイ駅 - ウィルシャー/ウエスタン駅